# Lista över medaljörer vid olympiska sommarspelen 1996
Detta är en lista över vinnare av medaljer i olympiska sommarspelen 1996. OS 1996 hölls i Atlanta. Det finns även en lista över den nationella medaljfördelning vid olympiska sommarspelen 1996.

## Badminton
| Klass                            | Guld                                  | Silver                               | Brons                                      |
| Individuellt, herrar Detaljer... | Poul-Erik Høyer Larsen (DEN)          | Dong Jiong (CHN)                     | Rashid Sidek (MAS)                         |
| singel, damer Detaljer...        | Bang Soo-hyun (KOR)                   | Mia Audina (INA)                     | Susi Susanti (INA)                         |
| Dubbel, herrar Detaljer...       | Indonesien Rexy Mainaky Ricky Subagja | Malaysia Cheah Soon Kit Yap Kim Hock | Indonesien Antonius Ariantho Denny Kantono |
| Dubbel, damer Detaljer...        | Kina Ge Fei Gu Jun                    | Sydkorea Gil Young-ah Jang Hye-ock   | Kina Qin Yiyuan Tang Yongshu               |
| Mixed Detaljer...                | Sydkorea Kim Dong-moon Gil Young-ah   | Sydkorea Park Joo-bong Ra Kyung-min  | Kina Liu Jianjun Sun Man                   |

## Baseboll
| Gren   | Guld | Silver | Brons |
| Herrar | Kuba Juan Manrique Orestes Kindelán Antonio Scull Alberto Hernández Antonio Pacheco Juan Padilla Omar Linares Lázaro Vargas Miguel Caldés Eduardo Paret José Estrada Rey Isaac Luis Ulacia Pedro Luis Lazo Eliecer Montes de Oca José Contreras Omar Luis Omar Ajete Ormari Romero Jorge Fumero | Japan Masahiko Mori Jutaro Kimura Masao Morinaka Hitoshi Ono Takashi Kurosu Masahiro Nojima Makoto Imaoka Kosuke Fukudome Takayuki Takabayashi Yasuyuki Saigo Masanori Sugiura Takeo Kawamura Koichi Misawa Hideaki Okubo Nobuhiko Matsunaka Tadahito Iguchi Takao Kuwamoto Daishin Nakamura Tomoaki Sato Yoshitomo Tani | USA Kris Benson R.A. Dickey Troy Glaus Chad Green Seth Greisinger Travis Lee Augie Ojeda Jason Williams Chad Allen Kip Harkrider A.J. Hinch Jacque Jones Mark Kotsay Matthew LeCroy Braden Looper Brian Loyd Warren Morris Jeff Weaver Jim Parque Billy Koch |

## Basket
| Gren   | Guld | Silver | Brons |
| Herrar | USA Charles Barkley Anfernee Hardaway Grant Hill Hakeem Olajuwon Karl Malone Reggie Miller Shaquille O'Neal Gary Payton Scottie Pippen Mitch Richmond David Robinson John Stockton | FR Jugoslavien Dejan Tomašević Miroslav Berić Dejan Bodiroga Željko Rebrača Predrag Danilović Vlade Divac Aleksandar Đorđević Saša Obradović Žarko Paspalj Zoran Savić Nikola Lončar Milenko Topić                 | Litauen Arvydas Sabonis Rimas Kurtinaitis Darius Lukminas Saulius Štombergas Eurelijus Žukauskas Šarūnas Marčiulionis Mindaugas Žukauskas Gintaras Einikis Andrius Jurkūnas Artūras Karnišovas Rytis Vaišvila Tomas Pačėsas |
| Damer  | USA Teresa Edwards Dawn Staley Ruthie Bolton Sheryl Swoopes Jennifer Azzi Lisa Leslie Carla McGhee Katy Steding Katrina McClain Johnson Rebecca Lobo Venus Lacy Nikki McCray       | Brasilien Hortência Marcari Oliva Maria Angelica Adriana Aparecida Santos Leila Sobral Maria Paula Silva Janeth Arcain Roseli Gustavo Marta Sobral Silvinha Alessandra Oliveira Cintia Santos Claudia Maria Pastor | Australien Robyn Maher Allison Cook Sandy Brondello Michele Timms Shelley Sandie Trisha Fallon Michelle Chandler Fiona Robinson Carla Boyd Jenny Whittle Rachael Sporn Michelle Brogan                                      |

## Beachvolleyboll
| Gren   | Guld                                    | Silver                                        | Brons                                       |
| Herrar | Karch Kiraly · Kent Steffes · USA       | Mike Dodd · Mike Whitmarsh · USA              | John Child · Mark Heese · Kanada            |
| Damer  | Jackie Silva · Sandra Pires · Brasilien | Mônica Rodrigues · Adriana Samuel · Brasilien | Natalie Cook · Kerri Pottharst · Australien |

## Bordtennis
| Gren          | Guld:                            | Silver:                     | Brons:                            |
| Singel herrar | Liu Guoliang, CHN                | Wang Tao, CHN               | Jörg Rosskopf, GER                |
| Dubbel herrar | Liu Guoliang & Kong Linghui, CHN | Lu Lin & Wang Tao, CHN      | Lee Chul-Seung & Yoo Nam-Kyu, KOR |
| Singel damer  | Deng Yaping, CHN                 | Chen Jing, TPE              | Qiao Hong, CHN                    |
| Dubbel damer  | Deng Yaping & Qiao Hong, CHN     | Liu Wei & Qiao Yunping, CHN | Park Hae-Jung & Ryu Ji-Hye, KOR   |

## Boxning
| Gren                      | Guld               | Silver                | Brons                 |
| Lätt flugvikt (48 kg)     | Daniel Petrov      | Mansueto Velasco      | Oleg Kiryukhin        |
| Lätt flugvikt (48 kg)     | Daniel Petrov      | Mansueto Velasco      | Rafael Lozano         |
| Flugvikt (51 kg)          | Maikro Romero      | Bolat Dzjumadilov     | Zoltan Lunka          |
| Flugvikt (51 kg)          | Maikro Romero      | Bolat Dzjumadilov     | Albert Pakejev        |
| Bantamvikt (54 kg)        | István Kovács      | Arnaldo Mesa          | Vichai Khadpo         |
| Bantamvikt (54 kg)        | István Kovács      | Arnaldo Mesa          | Raimkul Malachbekov   |
| Fjädervikt (57 kg)        | Kamsing Somluck    | Serafim Todorov       | Pablo Chacón          |
| Fjädervikt (57 kg)        | Kamsing Somluck    | Serafim Todorov       | Floyd Mayweather, Jr. |
| Lättvikt (60 kg)          | Hocine Soltani     | Tontcho Tontchev      | Terrance Cauthen      |
| Lättvikt (60 kg)          | Hocine Soltani     | Tontcho Tontchev      | Leonard Doroftei      |
| Lätt weltervikt (63.5 kg) | Héctor Vinent      | Oktay Urkal           | Fathi Missaoui        |
| Lätt weltervikt (63.5 kg) | Héctor Vinent      | Oktay Urkal           | Bolat Niyazymbetov    |
| Weltervikt (67 kg)        | Oleg Sajtov        | Juan Hernández Sierra | Daniel Santos         |
| Weltervikt (67 kg)        | Oleg Sajtov        | Juan Hernández Sierra | Marian Simion         |
| Lätt medelvikt (71 kg)    | David Reid         | Alfredo Duvergel      | Jermachan Ibraimov    |
| Lätt medelvikt (71 kg)    | David Reid         | Alfredo Duvergel      | Karim Tulaganov       |
| Medelvikt (75 kg)         | Ariel Hernández    | Malik Beyleroğlu      | Rhoshii Wells         |
| Medelvikt (75 kg)         | Ariel Hernández    | Malik Beyleroğlu      | Mohamed Bahari        |
| Lätt tungvikt (81 kg)     | Vasilii Jirov      | Lee Seung-Bae         | Antonio Tarver        |
| Lätt tungvikt (81 kg)     | Vasilii Jirov      | Lee Seung-Bae         | Thomas Ulrich         |
| Tungvikt (91 kg)          | Félix Savón        | David Defiagbon       | Nate Jones            |
| Tungvikt (91 kg)          | Félix Savón        | David Defiagbon       | Luan Krasniqi         |
| Super tungvikt (+91 kg)   | Wladimir Klitschko | Paea Wolfgramm        | Duncan Dokiwari       |
| Super tungvikt (+91 kg)   | Wladimir Klitschko | Paea Wolfgramm        | Aleksej Lezin         |

## Bågskytte
| Klass                            | Guld                                              | Silver                                                       | Brons                                                   |
| Individuellt, herrar Detaljer... | Justin Huish (USA)                                | Magnus Petersson (SWE)                                       | Oh Kyo-Moon (KOR)                                       |
| Individuellt, damer Detaljer...  | Kim Kyung-Wook (KOR)                              | He Ying (CHN)                                                | Olena Sadovnytja (UKR)                                  |
| Lag, herrar Detaljer...          | USA Justin Huish Butch Johnson Rod White          | Sydkorea Jang Yong-Ho Kim Bo-Ram Oh Kyo-Moon                 | Italien Matteo Bisiani Michele Frangilli Andrea Parenti |
| Lag, damer Detaljer...           | Sydkorea Kim Jo-Sun Kim Kyung-Wook Yoon Hye-Young | Tyskland Barbara Mensing Cornelia Pfohl Sandra Wagner-Sachse | Polen Iwona Dzięcioł Katarzyna Klata Joanna Nowicka     |

## Cykel

### Herrar
| Gren                                  | Guld                                                                                     | Silver                                                                         | Brons                                                                   |
| Landsvägslopp, individuellt           | Pascal Richard · Schweiz                                                                 | Rolf Sørensen · Danmark                                                        | Max Sciandri · Storbritannien                                           |
| Tempolopp, individuellt               | Miguel Induráin · Spanien                                                                | Abraham Olano · Spanien                                                        | Chris Boardman · Storbritannien                                         |
| 1 000 m tempolopp                     | Florian Rousseau · Frankrike                                                             | Erin Hartwell · USA                                                            | Takanobu Jumonji · Japan                                                |
| Sprint                                | Jens Fiedler · Tyskland                                                                  | Marty Nothstein · USA                                                          | Curtis Harnett · Kanada                                                 |
| 4 000 m förföljelselopp, individuellt | Andrea Collinelli · Italien                                                              | Philippe Ermenault · Frankrike                                                 | Bradley McGee · Australien                                              |
| 4 000 m förföljelselopp, lag          | Christophe Capelle · Philippe Ermenault · Jean-Michel Monin · Francis Moreau · Frankrike | Eduard Gritsun · Nikolaj Kuznetsov · Aleksej Markov · Anton Chantyr · Ryssland | Brett Aitken · Bradley McGee · Stuart O'Grady · Dean Woods · Australien |
| Poänglopp                             | Silvio Martinello · Italien                                                              | Brian Walton · Kanada                                                          | Stuart O'Grady · Australien                                             |
| Mountainbike                          | Bart Brentjens · Nederländerna                                                           | Thomas Frischknecht · Schweiz                                                  | Miguel Martinez · Frankrike                                             |

### Damer
| Gren                                  | Guld                               | Silver                             | Brons                           |
| Landsvägslopp, individuellt           | Jeannie Longo-Ciprelli · Frankrike | Imelda Chiappa · Italien           | Clara Hughes · Kanada           |
| Tempolopp, individuellt               | Zulfija Zabirova · Ryssland        | Jeannie Longo-Ciprelli · Frankrike | Clara Hughes · Kanada           |
| Sprint                                | Felicia Ballanger · Frankrike      | Michelle Ferris · Australien       | Ingrid Haringa · Nederländerna  |
| 3 000 m förföljelselopp, individuellt | Antonella Bellutti · Italien       | Marion Clignet · Frankrike         | Judith Arndt · Tyskland         |
| Poänglopp                             | Nathalie Lancien · Frankrike       | Ingrid Haringa · Nederländerna     | Lucy Tyler-Sharman · Australien |
| Mountainbike                          | Paola Pezzo · Italien              | Alison Sydor · Kanada              | Susan DeMattei · USA            |

## Fotboll
| Gren   | Guld | Silver | Brons |
| Herrar | Nigeria Daniel Amokachi · Emmanuel Amunike · Tijani Babangida · Celestine Babayaro · Emmanuel Babayaro · Teslim Fatusi · Victor Ikpeba · Dosu Joseph · Nwankwo Kanu · Garba Lawal · Abiodon Obafemi · Kingsley Obiekwu · Uche Okechukwu · Jay-Jay Okocha · Sunday Oliseh · Mobi Oparaku · Wilson Oruma · Taribo West · Coach: Jo Bonfrere | Argentina Matías Almeyda · Roberto Ayala · Christian Bassedas · Carlos Bossio · Pablo Cavallero · José Chamot · Hernán Crespo · Marcelo Delgado · Marcelo Gallardo · Claudio López · Gustavo López · Hugo Morales · Ariel Ortega · Pablo Paz · Héctor Pineda · Roberto Sensini · Diego Simeone · Javier Zanetti · Coach: Daniel Passarella | Brasilien Dida · Zé María · Aldair · Ronaldo · Flávio Conceição · Roberto Carlos · Bebeto · Amaral · Juninho · Rivaldo · Sávio · Danrlei · Narciso · André Luiz · Zé Elias · Marcelinho Paulista · Luizão · Ronaldo Guiaro · Coach: Mario Zagallo                                                                          |
| Damer  | USA Michelle Akers · Brandi Chastain · Joy Fawcett · Julie Foudy · Carin Gabarra · Mia Hamm · Mary Harvey · Kristine Lilly · Shannon MacMillan · Tiffeny Milbrett · Carla Overbeck · Cindy Parlow · Tiffany Roberts · Briana Scurry · Tisha Venturini · Staci Wilson                                                                      | Kina Chen Yufeng · Fan Yunjie · Gao Hong · Liu Ailing · Liu Ying · Shi Guihong · Shui Qingxia · Sun Qingmei · Sun Wen · Wang Liping · Wei Haiying · Wen Lirong · Xie Huilin · Yu Hongqi · Zhao Lihong · Zhong Honglian | Norge Ann-Kristin Aarønes · Agnete Carlsen · Gro Espeseth · Tone Gunn Frustøl · Tone Haugen · Linda Medalen · Merete Myklebust · Bente Nordby · Anne Nymark Andersen · Nina Nymark Andersen · Marianne Pettersen · Hege Riise · Brit Sandaune · Reidun Seth · Heidi Støre · Tina Svensson · Trine Tangeraas · Kjersti Thun |

## Friidrott

### Herrar
| Gren               | Guld                                                                                        | Guld          | Silver | Silver   | Brons | Brons    |
| 100 meter          | Donovan Bailey · Kanada                                                                     | 9,84 (WR)     | Frankie Fredericks · Namibia                                                                                  | 9,89     | Ato Boldon · Trinidad och Tobago                                                                               | 9,90     |
| 200 meter          | Michael Johnson · USA                                                                       | 19,32 (WR)    | Frankie Fredericks · Namibia                                                                                  | 19,68 PB | Ato Boldon · Trinidad och Tobago                                                                               | 19,80    |
| 400 meter          | Michael Johnson · USA                                                                       | 43,49 (CR)    | Roger Black · Storbritannien                                                                                  | 44,41    | Davis Kamoga · Uganda                                                                                          | 44,53    |
| 800 meter          | Vebjørn Rodal · Norge                                                                       | 1.42,58 (CR)  | Hezekiél Sepeng · Sydafrika                                                                                   | 1.42,74  | Fred Onyancha · Kenya                                                                                          | 1.42,79  |
| 1 500 meter        | Noureddine Morceli · Algeriet                                                               | 3.35,78       | Fermín Cacho · Spanien                                                                                        | 3.36,40  | Stephen Kipkorir · Kenya                                                                                       | 3.36,72  |
| 5 000 meter        | Vénuste Niyongabo · Burundi                                                                 | 13.07,96      | Paul Bitok · Kenya                                                                                            | 13.08,16 | Khalid Boulami · Marocko                                                                                       | 13.08,37 |
| 10 000 meter       | Haile Gebrselassie · Etiopien                                                               | 27.07,34 (CR) | Paul Tergat · Kenya                                                                                           | 27.08,17 | Salah Hissou · Marocko                                                                                         | 27.28,59 |
| Maraton            | Josia Thugwane · Sydafrika                                                                  | 2:12.36       | Lee Bong-Ju · Sydkorea                                                                                        | 2:12.39  | Erick Wainaina · Etiopien                                                                                      | 2:12.44  |
| 110 meter häck     | Allen Johnson · USA                                                                         | 12,95 (CR)    | Mark Crear · USA                                                                                              | 13,09    | Florian Schwarthoff · Tyskland                                                                                 | 13,17    |
| 400 meter häck     | Derrick Adkins · USA                                                                        | 47,54         | Samuel Matete · Zambia                                                                                        | 47,78    | Calvin Davis · USA                                                                                             | 47,96    |
| 3 000 meter hinder | Joseph Keter · Kenya                                                                        | 8.07,12       | Moses Kiptanui · Kenya                                                                                        | 8.08,33  | Alessandro Lambruschini · Italien                                                                              | 8.11,28  |
| 4 x 100 meter      | Kanada: · Robert Esmie · Glenroy Gilbert · Bruny Surin · Donovan Bailey · Carlton Chambers* | 37,69         | USA: · Jon Drummond · Tim Harden · Michael Marsh · Dennis Mitchell · Tim Montgomery*                          | 38,05    | Brasilien: · Arnaldo da Silva · Robson da Silva · Édson Ribeiro · André Domingos da Silva                      | 38,41    |
| 4 x 400 meter      | USA: · LaMont Smith · Alvin Harrison · Derek Mills · Anthuan Maybank · Jason Rouser*        | 2.55,99       | Storbritannien: · Iwan Thomas · Jamie Baulch · Mark Richardson · Roger Black · Mark Hylton* · Du'aine Ladejo* | 2.56,60  | Jamaica: · Michael McDonald · Greg Haughton · Roxbert Martin · Davian Clarke · Dennis Blake* · Garth Robinson* | 2.59,42  |
| 20 km gång         | Jefferson Pérez · Ecuador                                                                   | 1:20.07       | Ilya Markov · Ryssland                                                                                        | 1:20.16  | Bernardo Segura · Mexiko                                                                                       | 1:20.23  |
| 50 km gång         | Robert Korzeniowski · Polen                                                                 | 3:43.30       | Mikhail Shchennikov · Ryssland                                                                                | 3:43.36  | Valentí Massana · Spanien                                                                                      | 3:44.19  |
| Höjdhopp           | Charles Austin · USA                                                                        | 2,39 m (CR)   | Artur Partyka · Polen                                                                                         | 2,37 m   | Steve Smith · Storbritannien                                                                                   | 2,35 m   |
| Längdhopp          | Carl Lewis · USA                                                                            | 8,50 m        | James Beckford · Jamaica                                                                                      | 8,29 m   | Joe Greene · USA                                                                                               | 8,24 m   |
| Stavhopp           | Jean Galfione · Frankrike                                                                   | 5,92 m        | Igor Trandenkov · Ryssland                                                                                    | 5,92 m   | Andrei Tivontchik · Tyskland                                                                                   | 5,92 m   |
| Trestegshopp       | Kenny Harrison · USA                                                                        | 18,09 m (CR)  | Jonathan Edwards · Storbritannien                                                                             | 17,88 m  | Yoelbi Quesada · Kuba                                                                                          | 17,44 m  |
| Kulstötning        | Randy Barnes · USA                                                                          | 21,62 m       | John Godina · USA                                                                                             | 20,79 m  | Oleksandr Bagach · Ukraina                                                                                     | 20,75 m  |
| Diskuskastning     | Lars Riedel · Tyskland                                                                      | 69,40 m       | Vladimir Dubrovshchik · Vitryssland                                                                           | 66,60 m  | Vasiliy Kaptyukh · Vitryssland                                                                                 | 65,80 m  |
| Släggkastning      | Balázs Kiss · Ungern                                                                        | 81,24 m       | Lance Deal · USA                                                                                              | 81,12 m  | Oleksandr Krykun · Ukraina                                                                                     | 80,02 m  |
| Spjutkastning      | Jan Železný · Tjeckien                                                                      | 88,16 m       | Steve Backley · Storbritannien                                                                                | 87,44 m  | Seppo Räty · Finland                                                                                           | 86,98 m  |
| Tiokamp            | Dan O'Brien · USA                                                                           | 8 824 p       | Frank Busemann · Tyskland                                                                                     | 8 706 p  | Tomáš Dvořák · Tjeckien                                                                                        | 8 664 p  |

- Tävlade i försöken men inte i finalen

### Damer
| Gren           | Guld                                                                                               | Guld          | Silver                                                                                                   | Silver   | Brons | Brons    |
| 100 meter      | Gail Devers · USA                                                                                  | 10,94         | Merlene Ottey · Jamaica                                                                                  | 10,94    | Gwen Torrence · USA                                                                                                | 10,96    |
| 200 meter      | Marie-José Pérec · Frankrike                                                                       | 22,12         | Merlene Ottey · Jamaica                                                                                  | 22,24    | Mary Onyali · Nigeria                                                                                              | 22,38    |
| 400 meter      | Marie-José Pérec · Frankrike                                                                       | 48,25 (CR)    | Cathy Freeman · Australien                                                                               | 48,63    | Falilat Ogunkoya · Nigeria                                                                                         | 49,10    |
| 800 meter      | Svetlana Masterkova · Ryssland                                                                     | 1.57,73       | Ana Fidelia Quirot · Kuba                                                                                | 1.58,11  | Maria de Lurdes Mutola · Moçambique                                                                                | 1.58,71  |
| 1 500 meter    | Svetlana Masterkova · Ryssland                                                                     | 4.00,83       | Gabriela Szabo · Rumänien                                                                                | 4.01,54  | Theresia Kiesl · Österrike                                                                                         | 4.03,02  |
| 5 000 meter    | Wang Junxia · Kina                                                                                 | 14.59,88 (CR) | Pauline Konga · Kenya                                                                                    | 15.03,49 | Roberta Brunet · Italien                                                                                           | 15.07,52 |
| 10 000 meter   | Fernanda Ribeiro · Portugal                                                                        | 31.01,63 (CR) | Wang Junxia · Kina                                                                                       | 31.02,59 | Gete Wami · Etiopien                                                                                               | 31.06,65 |
| Maraton        | Fatuma Roba · Etiopien                                                                             | 2:26.05       | Valentina Jegorova · Ryssland                                                                            | 2:28.05  | Yuko Arimori · Japan                                                                                               | 2:28.39  |
| 100 meter häck | Ludmila Engquist · Sverige                                                                         | 12,58         | Brigita Bukovec · Slovenien                                                                              | 12,59    | Patricia Girard · Frankrike                                                                                        | 12,65    |
| 400 meter häck | Deon Hemmings · Jamaica                                                                            | 52,82 (CR)    | Kim Batten · USA                                                                                         | 53,08    | Tonja Buford-Bailey · USA                                                                                          | 53,22    |
| 4 x 100 meter  | USA: · Chryste Gaines · Gail Devers · Inger Miller · Gwen Torrence · Carlette Guidry*              | 41,95         | Bahamas: · Eldece Clarke · Chandra Sturrup · Savatheda Fynes · Pauline Davis-Thompson · Debbie Ferguson* | 42,14    | Jamaica: · Michelle Freeman · Juliet Cuthbert · Nicole Mitchell · Merlene Ottey · Gillian Russell* · Andria Lloyd* | 42,24    |
| 4 x 400 meter  | USA: · Rochelle Stevens · Maicel Malone-Wallace · Kim Graham · Jearl Miles-Clark · Linetta Wilson* | 3.20,91       | Nigeria: · Olabisi Afolabi · Fatima Yusuf · Charity Opara · Falilat Ogunkoya                             | 3.21,04  | Tyskland: · Uta Rohländer · Linda Kisabaka · Anja Rücker · Grit Breuer                                             | 3.21,14  |
| 10 km gång     | Jelena Nikolajeva · Ryssland                                                                       | 41.49 (CR)    | Elisabetta Perrone · Italien                                                                             | 42.12    | Wang Yan · Kina | 42.19    |
| Höjdhopp       | Stefka Kostadinova · Bulgarien                                                                     | 2,05 m        | Níki Bakogiánni · Grekland                                                                               | 2,03 m   | Inha Babakova · Ukraina                                                                                            | 2,01 m   |
| Längdhopp      | Chioma Ajunwa · Nigeria                                                                            | 7,12 m        | Fiona May · Italien                                                                                      | 7,02 m   | Jackie Joyner-Kersee · USA                                                                                         | 7,00 m   |
| Trestegshopp   | Inessa Kravets · Ukraina                                                                           | 15,33 m (CR)  | Inna Lasovskaya · Ryssland                                                                               | 14,98 m  | Šárka Kašpárková · Tjeckien                                                                                        | 14,98 m  |
| Kulstötning    | Astrid Kumbernuss · Tyskland                                                                       | 20,56 m       | Sui Xinmei · Kina                                                                                        | 19,88 m  | Irina Khudoroshkina · Ryssland                                                                                     | 19,35 m  |
| Diskuskastning | Ilke Wyludda · Tyskland                                                                            | 69,66 m       | Natalya Sadova · Ryssland                                                                                | 66,48 m  | Ellina Zvereva · Vitryssland                                                                                       | 65,64 m  |
| Spjutkastning  | Heli Rantanen · Finland                                                                            | 67,94 m       | Louise McPaul · Österrike                                                                                | 65,54 m  | Trine Hattestad · Norge                                                                                            | 64,98 m  |
| Sjukamp        | Ghada Shouaa · Syrien                                                                              | 6 780 p       | Natalia Sazanovitj · Vitryssland                                                                         | 6 563 p  | Denise Lewis · Storbritannien                                                                                      | 6 489 p  |

## Fäktning

### Herrar
| Gren                  | Guld                                                                   | Silver                                                              | Brons                                                        |
| Florett, individuellt | Alessandro Puccini · Italien                                           | Lionel Plumenail · Frankrike                                        | Franck Boidin · Frankrike                                    |
| Florett, lag          | Vladislav Pavlovitj · Dmitrij Sjevtjenko · Ilgar Mamedov · Ryssland    | Ryszard Sobczak · Adam Krzesinski · Jarosław Rodzewicz · Polen      | Elvis Gregory · Rolando Tucker · Oscar García · Kuba         |
| Värja, individuellt   | Aleksandr Beketov · Ryssland                                           | Ivan Trevejo · Kuba                                                 | Géza Imre · Ungern                                           |
| Värja, lag            | Angelo Mazzoni · Sandro Cuomo · Maurizio Randazzo · Italien            | Aleksandr Beketov · Pavel Kolobkov · Valerij Zacharevitj · Ryssland | Éric Srecki · Jean-Michel Henry · Robert Leroux · Frankrike  |
| Sabel, individuellt   | Stanislav Pozdnjakov · Ryssland                                        | Sergej Sjarikov · Ryssland                                          | Damien Touya · Frankrike                                     |
| Sabel, lag            | Sergej Sjarikov · Stanislav Pozdnjakov · Grigorij Kirijenko · Ryssland | Csaba Köves · József Navarrete · Bence Szabó · Ungern               | Raffaello Caserta · Luigi Tarantino · Toni Terenzi · Italien |

### Damer
| Gren                | Guld                                                                            | Silver                                                  | Brons                                                          |
| Florett             | Laura Badea · Rumänien                                                          | Valentina Vezzali · Italien                             | Giovanna Trillini · Italien                                    |
| Florett, lag        | Giovanna Trillini · Valentina Vezzali · Francesca Bortolozzi-Borella · Italien  | Laura Badea · Reka Szabo · Roxana Scarlat · Rumänien    | Anja Fichtel-Mauritz · Sabine Bau · Monika Weber · Tyskland    |
| Värja, individuellt | Laura Flessel · Frankrike                                                       | Valerie Barlois · Frankrike                             | Györgyi Szalay · Ungern                                        |
| Värja, lag          | Laura Flessel · Frankrike · Valerie Barlois · Sophie Moresée-Pichot · Frankrike | Laura Chiesa · Elisa Uga · Margherita Zalaffi · Italien | Marija Mazina · Julija Garajeva · Karina Aznavurjan · Ryssland |

## Gymnastik

### Herrar
| Gren                   | Guld                            | Silver                     | Brons                                                                 |
| Mångkamp, individuellt | Li Xiaoshuang · Kina            | Aleksej Nemov · Ryssland   | Vitalj Sjtjerba · Vitryssland                                         |
| Mångkamp, lag          | Ryssland                        | Kina                       | Ukraina                                                               |
| Räck                   | Andreas Wecker · Tyskland       | Krasimir Dunev · Bulgarien | Aleksej Nemov · Ryssland Vitalj Sjtjerba · Vitryssland Fan Bin · Kina |
| Barr                   | Rustam Sjaripov · Ukraina       | Jair Lynch · USA           | Vitalj Sjtjerba · Vitryssland                                         |
| Hopp                   | Aleksej Nemov · Ryssland        | Yeo Hong-chul · Sydkorea   | Vitalj Sjtjerba · Vitryssland                                         |
| Bygelhäst              | Donghua Li · Schweiz            | Marius Urzică · Rumänien   | Aleksej Nemov · Ryssland                                              |
| Ringar                 | Juri Chechi · Italien           | Dan Burincă · Rumänien     | Szilveszter Csollány · Ungern                                         |
| Fristående             | Ioannis Melissanidis · Grekland | Li Xiaoshuang · Kina       | Aleksej Nemov · Ryssland                                              |

### Damer
| Gren                                 | Guld                            | Silver                       | Brons                                                  |
| Mångkamp, individuellt               | Lilia Podkopajeva · Ukraina     | Gina Gogean · Rumänien       | Simona Amânar · Rumänien Lavinia Miloșovici · Rumänien |
| Mångkamp, lag                        | USA                             | Ryssland                     | Rumänien                                               |
| Barr                                 | Svetlana Chorkina · Ryssland    | Amy Chow · USA               | Bi Wenjing · Kina                                      |
| Bom                                  | Shannon Miller · USA            | Lilia Podkopajeva · Ukraina  | Gina Gogean · Rumänien                                 |
| Hopp                                 | Simona Amânar · Rumänien        | Mo Huilan · Kina             | Gina Gogean · Rumänien                                 |
| Fristående                           | Lilia Podkopajeva · Ukraina     | Simona Amânar · Rumänien     | Dominique Dawes · USA                                  |
| Rytmisk sportgymnastik, individuellt | Kateryna Serebrjanska · Ukraina | Janina Batyrsjina · Ryssland | Elena Vitritjenko · Ukraina                            |
| Rytmisk sportgymnastik, lag          | Spanien                         | Bulgarien                    | Ryssland                                               |

## Handboll

### Herrar
| Guld: | Silver: | Brons: |
| KroatienVladimir Jelčić Goran Perkovac Irfan Smajlagic Božidar Jović Alvaro Načinović Vladimir Šujster Bruno Gudelj Nenad Kljaić Iztok Puc Zoran Mikulić Patrik Cavar Venio Losert Patrik Cavar Valner Franković Slavko Goluža Valter Matošević Zlatko Saračević | SverigeTomas Svensson Martin Frändesjö Mats Olsson Robert Hedin Magnus Wislander Thomas Sivertsson Ola Lindgren Per Carlen Erik Hajas Johan Pettersson Stefan Löfgren Robert Andersson Pierre Thorsson Staffan Olsson Magnus Andersson Andreas Larsson | SpanienJaume Fort Mauri Demetrio Lozano Salvador Esquer Rafael Guijosa Fernando Hernández Raúl González Iñaki Urdangarin Jesús Olalla Mateo Garralda Talant Dujshebaev Jesús Fernández Alberto Urdiales Jordi Nunez Juan Perez Jose Hombrados Aitor Etxaburu |

### Damer
| Guld: | Silver: | Brons: |
| DanmarkLene Rantala Dorthe Tanderup Camilla Andersen Tina Bøttzau Anette Hoffman Anja Hansen Marianne Florman Janne Kolling Conny Hamann Anja Andersen Gitte Madsen Gitte Sunesen Heidi Astrup Tonje Kjærgaard Susanne Lauritsen Kristine Andersen | SydkoreaMoon Hyang-ja Huh Soon-young Kim Mi-sim Han Sun-hee Kwag Hye-jeong Lim O-kyeong Kim Rang Kim Jeong-mi Oh Sung-ok Hong Jeong-ho Park Jeong-lim Oh Yong-ran Park Jeong-lim Kim Eun-mi Lee Sang-eun Cho Eun-hee Kim Cheong-shim | UngernAnikó Meksz Eszter Mátéfi Auguszta Mátyás Beatrix Tóth Ildikó Pádár Erzsébet Kocsis Helga Németh Beáta Siti Éva Erdős Anikó Kántor Beáta Hoffmann Anikó Nagy Beatrix Kökény Andrea Farkas Katalin Szilágyi Anna Szántó |

## Judo

### Herrar
| Gren         | Guld                       | Silver                        | Brons                                                            |
| Under 60 kg  | Tadahiro Nomura · Japan    | Girolamo Giovinazzo · Italien | Dorzjpalamyn Narmandach · Mongoliet Richard Trautmann · Tyskland |
| Under 66 kg  | Udo Quellmalz · Tyskland   | Yukimasa Nakamura · Japan     | Henrique Guimarães · Brasilien Israel Hernández · Kuba           |
| Under 73 kg  | Kenzo Nakamura · Japan     | Kwak Dae-Sung · Sydkorea      | Christophe Gagliano · Frankrike Jimmy Pedro · USA                |
| Under 81 kg  | Djamel Bouras · Frankrike  | Toshihiko Koga · Japan        | Cho In-Chul · Sydkorea Soso Liparteliani · Georgien              |
| Under 90 kg  | Jeon Ki-Young · Sydkorea   | Armen Bagdasarov · Uzbekistan | Mark Huizinga · Nederländerna Marko Spittka · Tyskland           |
| Under 100 kg | Paweł Nastula · Polen      | Min Soo-Kim · Sydkorea        | Stéphane Traineau · Frankrike Aurélio Miguel · Brasilien         |
| Över 100 kg  | David Douillet · Frankrike | Ernesto Pérez · Spanien       | Harry van Barneveld · Belgien Frank Möller · Tyskland            |

### Damer
| Gren        | Guld                             | Silver                      | Brons                                                |
| Under 48 kg | Kye Sun-hui · Nordkorea          | Ryoko Tamura · Japan        | Amarilis Savón · Kuba Yolanda Soler · Spanien        |
| Under 52 kg | Marie-Claire Restoux · Frankrike | Hyun Sook-Hee · Sydkorea    | Noriko Narazaki · Japan Legna Verdecia · Kuba        |
| Under 57 kg | Driulis González · Kuba          | Jung Sun-Yong · Sydkorea    | Isabel Fernández · Spanien Marisabel Lomba · Belgien |
| Under 63 kg | Yuko Emoto · Japan               | Gella Vandecaveye · Belgien | Jenny Gal · Nederländerna Jung Sung-Sook · Sydkorea  |
| Under 70 kg | Cho Min-Sun · Sydkorea           | Aneta Szczepańska · Polen   | Wang Xianbo · Kina Claudia Zwiers · Nederländerna    |
| Under 78 kg | Ulla Werbrouck · Belgien         | Yoko Tanabe · Japan         | Diadenis Luna · Kuba Ylenia Scapin · Italien         |
| Över 78 kg  | Sun Fuming · Kina                | Estela Rodríguez · Kuba     | Christine Cicot · Frankrike Johanna Hagn · Tyskland  |

## Kanotsport

### Slalom
| Gren       | Guld                                    | Silver                             | Brons                                  |
| Herrar C-1 | Michal Martikán (SVK)                   | Lukáš Pollert (CZE)                | Patrice Estanguet (FRA)                |
| Herrar C-2 | Frankrike Frank Adisson Wilfrid Forgues | Tjeckien Jiří Rohan Miroslav Šimek | Tyskland Andre Ehrenberg Michael Senft |
| Herrar K-1 | Oliver Fix (GER)                        | Andraž Vehovar (SLO)               | Thomas Becker (GER)                    |
| Damer K-1  | Štěpánka Hilgertová (CZE)               | Dana Chladek (USA)                 | Myriam Fox-Jerusalmi (FRA)             |

### Sprint

#### Herrar
| Gren           | Guld                                                          | Silver                                                          | Brons                                                                       |
| C-1 500 meter  | Martin Doktor (CZE)                                           | Slavomír Kňazovický (SVK)                                       | Imre Pulai (HUN)                                                            |
| C-1 1000 meter | Martin Doktor (CZE)                                           | Ivans Klementjevs (LAT)                                         | György Zala (HUN)                                                           |
| C-2 500 meter  | Ungern György Kolonics Csaba Horváth                          | Moldavien Viktor Reneysky Nicolae Juravschi                     | Rumänien Grigore Obreja Gheorghe Andriev                                    |
| C-2 1000 meter | Tyskland Gunar Kirchbach Andreas Dittmer                      | Rumänien Marcel Glavan Antonel Borsan                           | Ungern György Kolonics Csaba Horváth                                        |
| K-1 500 meter  | Antonio Rossi (ITA)                                           | Knut Holmann (NOR)                                              | Piotr Markiewicz (POL)                                                      |
| K-1 1000 meter | Knut Holmann (NOR)                                            | Beniamino Bonomi (ITA)                                          | Clint Robinson (AUS)                                                        |
| K-2 500 meter  | Tyskland Kay Bluhm Torsten Gutsche                            | Italien Beniamino Bonomi Daniele Scarpa                         | Australien Andrew Trim Daniel Collins                                       |
| K-2 1000 meter | Italien Daniele Scarpa Antonio Rossi                          | Tyskland Kay Bluhm Torsten Gutsche                              | Bulgarien Andrian Dushev Milko Kazanov                                      |
| K-4 1000 meter | Tyskland Thomas Reineck Olaf Winter Detlef Hofmann Mark Zabel | Ungern András Rajna Gábor Horváth Ferenc Csipes Attila Adrovicz | Ryssland Oleg Gorobiy Sergej Verlin Georgij Tsybulnikov Anatolij Tisjtjenko |

#### Damer
| Gren          | Guld                                                               | Silver                                                                  | Brons                                                                   |
| K-1 500 meter | Rita Kőbán (HUN)                                                   | Caroline Brunet (CAN)                                                   | Josefa Idem (ITA)                                                       |
| K-2 500 meter | Sverige Susanne Gunnarsson Agneta Andersson                        | Tyskland Birgit Fischer Ramona Portwich                                 | Australien Anna Wood Katrin Borchert                                    |
| K-4 500 meter | Tyskland Anett Schuck Birgit Fischer Manuela Mucke Ramona Portwich | Schweiz Gabi Müller Ingrid Haralamow Sabine Eichenberger Daniela Baumer | Sverige Susanne Rosenqvist Anna Olsson Ingela Ericsson Agneta Andersson |

## Landhockey

### Herrar
| Guld   | Nederländerna Jacques Brinkman, Floris Jan Bovelander, Maurits Crucq, Marc Delissen, Jeroen Delmee, Taco van den Honert, Erik Jazet, Ronald Jansen, Leo Gebbink, Bram Lomans, Teun de Nooijer, Wouter van Pelt, Stephan Veen, Guus Vogels, Tycho van Meer, och Remco van Wijk. |
| Silver | Spanien Jaime Amat, Pablo Amat, Javier Arnau, Jordi Arnau, Oscar Barrena, Ignacio Cobos, Juan Dinarés, Juan Escarré, Xavier Escudé, Juantxo García-Mauriño, Antonio González, Ramón Jufresa, Joaquín Malgosa, Victor Pujol, Ramón Sala, och Pablo Usoz.                        |
| Brons  | Australien Mark Hager, Stephen John Davies, Baeden Choppy, Lachlan Elmer, Stuart Carruthers, Grant Smith, Damon Diletti, Lachlan Dreher, Brendan Garard, Paul Gaudoin, Paul Lewis, Matthew Smith, Jay Stacy, Daniel Sproule, Ken Wark, Michael York.                           |

### Damer
| Guld   | Australien Michelle Andrews, Alyson Annan, Louise Dobson, Renita Farrell, Juliet Haslam, Rechelle Hawkes, Clover Maitland, Karen Marsden, Jenny Morris, Nova Peris-Kneebone, Jackie Pereira, Katrina Powell, Lisa Powell, Danni Roche, Kate Starre, och Liane Tooth.                                                     |
| Silver | Sydkorea You Jae-Sook, Lim Jeong-Sook, Oh Seung-Shin, Woo Hyun-Jung, Lee Eun-Young, Lee Eun-Kyung, Lee Ji-Young, Kim Myung-Ok, Kwon Chang-Sook, Kwon Soo-Hyun, Choi Mi-Soon, Jeon Young-Sun, Jin Deok-San, Chang Eun-Jung, Cho Eun-Jung, och Choi Eun-Kyung.                                                             |
| Brons  | Nederländerna Suzanne Plesman, Dillianne van den Boogaard, Florentine Steenberghe, Willemijn Duyster, Mijntje Donners, Fleur van de Kieft, Nicole Koolen, Jeannette Lewin, Wietske de Ruiter, Ellen Kuipers, Margje Teeuwen, Carole Thate, Jacqueline Toxopeus, Stella de Heij, Noor Holsboer, och Suzan van der Wielen. |

## Modern femkamp

### Herrar
| Guld:                        | Silver:                  | Brons:                 |
| Aleksandr Parygin, Kazakstan | Eduard Zenovka, Ryssland | János Martinek, Ungern |

## Ridning

### Dressyr
| Gren                            | Guld | Guld | Silver | Silver | Brons | Brons |
| ------------------------------- | --- | --- | --- | --- | --- | --- |
| Individuell dressyr detaljer    | Isabell Werth och Gigolo Tyskland                                                                                      | Isabell Werth och Gigolo Tyskland                                                                                      | Anky van Grunsven och Bonfire Nederländerna                                                                                              | Anky van Grunsven och Bonfire Nederländerna                                                                                              | Sven Rothenberger och Weyden Nederländerna                                                                     | Sven Rothenberger och Weyden Nederländerna                                                                     |
| Lagtävlingen i dressyr detaljer | Tyskland Klaus Balkenhol och Goldstern Martin Schaudt och Durgo Monica Theodorescu och Grunox Isabell Werth och Gigolo | Tyskland Klaus Balkenhol och Goldstern Martin Schaudt och Durgo Monica Theodorescu och Grunox Isabell Werth och Gigolo | Nederländerna Tineke Bartels och Barbria Anky van Grunsven och Bonfire Sven Rothenberger och Weyden Gonnelien Rothenberger och Gonnelien | Nederländerna Tineke Bartels och Barbria Anky van Grunsven och Bonfire Sven Rothenberger och Weyden Gonnelien Rothenberger och Gonnelien | USA Robert Dover och Metallic Michelle Gibson och Peron Steffen Peters och Udon Guenter Seidel och Graf George | USA Robert Dover och Metallic Michelle Gibson och Peron Steffen Peters och Udon Guenter Seidel och Graf George |

### Fälttävlan
| Gren                               | Guld | Guld | Silver | Silver | Brons | Brons |
| ---------------------------------- | --- | --- | --- | --- | --- | --- |
| Individuell fälttävlan detaljer    | Blyth Tait och Ready Teady Nya Zeeland | Blyth Tait och Ready Teady Nya Zeeland | Sally Clark och Squirrel Hill Nya Zeeland                                                                    | Sally Clark och Squirrel Hill Nya Zeeland                                                                    | Kerry Millikin och Out and About USA | Kerry Millikin och Out and About USA |
| Lagtävlingen i fälttävlan detaljer | Australien Wendy Schaeffer och Sunburst Gillian Rolton och Peppermint Grove Andrew Hoy och Darien Powers Phillip Dutton och True Blue Girdwood | Australien Wendy Schaeffer och Sunburst Gillian Rolton och Peppermint Grove Andrew Hoy och Darien Powers Phillip Dutton och True Blue Girdwood | USA Karen O'Connor och Biko David O'Connor och Giltedge Bruce Davidson och Heyday Jill Henneberg och Nirvana | USA Karen O'Connor och Biko David O'Connor och Giltedge Bruce Davidson och Heyday Jill Henneberg och Nirvana | Nya Zeeland Blyth Tait och Chesterfield Andrew Nicholson och Jaggermeister II Vaughn Jefferis och Bounce Victoria Latta och Broadcast News | Nya Zeeland Blyth Tait och Chesterfield Andrew Nicholson och Jaggermeister II Vaughn Jefferis och Bounce Victoria Latta och Broadcast News |

### Hoppning
| Gren                             | Guld | Guld | Silver | Silver | Brons | Brons |
| -------------------------------- | --- | --- | --- | --- | --- | --- |
| Individuell hoppning detaljer    | Ulrich Kirchhoff och Jus De Pommes Tyskland                                                                                            | Ulrich Kirchhoff och Jus De Pommes Tyskland                                                                                            | Wilhelm Melliger och Calvaro Schweiz                                                                       | Wilhelm Melliger och Calvaro Schweiz                                                                       | Alexandra Ledermann och Rochet M Frankrike                                                                              | Alexandra Ledermann och Rochet M Frankrike                                                                              |
| Lagtävlingen i hoppning detaljer | Tyskland Franke Sloothaak och Joly Coeur Lars Nieberg och For Pleasure Ulrich Kirchhoff och Jus De Pommes Ludger Beerbaum och Ratina Z | Tyskland Franke Sloothaak och Joly Coeur Lars Nieberg och For Pleasure Ulrich Kirchhoff och Jus De Pommes Ludger Beerbaum och Ratina Z | USA Peter Leone och Legato Leslie Burr-Howard och Extreme Anne Kursinski och Eros Michael R. Matz och Rhum | USA Peter Leone och Legato Leslie Burr-Howard och Extreme Anne Kursinski och Eros Michael R. Matz och Rhum | Brasilien Luiz Azevedo och Cassiana Alvaro Miranda Neto och Aspen Andre Johannpeter och Calei Rodrigo Pessoa och Tomboy | Brasilien Luiz Azevedo och Cassiana Alvaro Miranda Neto och Aspen Andre Johannpeter och Calei Rodrigo Pessoa och Tomboy |

## Rodd
| Event                         | Guld | Silver | Brons |
| ----------------------------- | --- | --- | --- |
| Singelsculler herrar          | Xeno Müller (SUI) | Derek Porter (CAN) | Thomas Lange (GER) |
| Dubbelsculler herrar          | Italien Agostino Abbagnale Davide Tizzano | Norge Steffen Skår Størseth Kjetil Undset | Frankrike Frédéric Kowal Samuel Barathay |
| Fyrscull herrar herrar        | Tyskland Andreas Hajek Stephan Volkert Andre Steiner André Willms                                                                                         | USA Tim Young Eric Mueller Brian Jamieson Jason Gailes                                                                                               | Australien Janusz Hooker Boden Joseph Hanson Duncan Free Ronald Snook                                                                                                   |
| Tvåa utan styrman herrar      | Storbritannien Steven Redgrave Matthew Pinsent | Australien David Weightman Robert Scott | Frankrike Michel Andrieux Jean-Christophe Rolland |
| Fyra utan styrman herrar      | Australien Nicholas Green Drew Ginn James Tomkins Mike McKay                                                                                              | Frankrike Bertrand Vecten Olivier Moncelet Daniel Fauche Giles Bosquet                                                                               | Storbritannien Greg Searle Jonathan William Searle Rupert Obholzer Tim Foster                                                                                           |
| Åtta med styrman herrar       | Nederländerna Koos Maasdijk Ronald Florijn Jeroen Duyster Michiel Bartman Henk-Jan Zwolle Niels van der Zwan Niels van Steenis Diederik Simon Nico Rienks | Tyskland Mark Kleinschmidt Detlef Kirchhoff Wolfram Huhn Roland Baar Marc Weber Ulrich Viefers Peter Thiede Thorsten Streppelhoff Frank Jörg Richter | Ryssland Pavel Melnikov Andrej Gluchov Anton Tjermasjentsev Aleksandr Lukjanov Nikolaj Aksionov Dmitrij Rozinkevitj Sergej Matvejev Roman Montjenko Vladimir Volodenkov |
| Dubbelsculler lättvikt herrar | Schweiz Michael Gier Markus Gier | Nederländerna Maarten van der Linden Pepijn Aardewijn                                                                                                | Australien Bruce Hick Anthony Edwards |
| Fyrsculler lättvikt herrar    | Danmark Victor Feddersen Niels Henriksen Thomas Poulsen Eskild Ebbesen                                                                                    | Kanada Brian Peaker Jeffrey Lay Dave Boyes Gavin Hassett                                                                                             | USA Marc Schneider Jeff Pfaendtner David Collins William Carlucci |
| Singelsculler                 | Ekaterina Karsten (BLR) | Silken Laumann (CAN) | Trine Hansen (DEN) |
| Dubbelsculler                 | Kanada Kathleen Heddle Marnie McBean | Kina Zhang Xiuyun Cao Mianying | Nederländerna Irene Eijs Eeke van Nes |
| Dubbelsculler lättvikt        | Rumänien Camelia Macoviciuc Constanţa Burcica | USA Teresa Bell Lindsay Burns | Australien Virginia Lee Rebecca Joyce |
| Fyrsculler                    | Tyskland Katrin Rutschow-Stomporowski Jana Sorgers Kerstin Köppen Kathrin Boron                                                                           | Ukraina Svitlana Mazij Dina Miftachutdinova Inna Frolova Olena Ronzjyna                                                                              | Kanada Laryssa Biesenthal Diane O’Grady Kathleen Heddle Marnie McBean                                                                                                   |
| Dubbel utan styrman           | Australien Megan Leanne Still Kate Slatter | USA Melissa Ryan Karen Kraft | Frankrike Christine Gosse Helene Cortin |
| Åtta                          | Rumänien Liliana Gafencu Veronica Cochelea Elena Georgescu Anca Tănase Doina Spircu Marioara Popescu Ioana Olteanu Elisabeta Lipă Doina Ignat             | Kanada Anna van der Kamp Tosha Tsang Lesley Thompson Emma Robinson Jessica Monroe Heather McDermid Maria Maunder Theresa Luke Alison Korn            | Belarus Jelena Mikulitj Marina Znak Natalja Voltjek Natalja Stasiuk Tamara Davydenko Valentina Skrabatun Natalja Lavrinenko Jaroslava Pavlovitj Aleksandra Pankina      |

## Segling

### Herrar
| Gren       | Guld                                      | Silver                                  | Brons                            |
| Mistral    | Nikolaos Kaklamanakis Grekland            | Carlos Espinola Argentina               | Gal Fridman Israel               |
| Finnjollee | Mateusz Kusznierewicz Polen               | Sébastien Godefroid Belgien             | Roy Heiner Nederländerna         |
| 470        | Ukraina Yevhen Braslavets Ihor Matviyenko | Storbritannien John Merricks Ian Walker | Portugal Hugo Rocha Nuno Barreto |

### Damer
| Gren        | Guld                                       | Silver                              | Brons                                  |
| Mistral     | Lee Lai Shan Hongkong                      | Barbara Kendall Nya Zeeland         | Alessandra Sensini Italien             |
| Europajolle | Kristine Roug Danmark                      | Margriet Matthijsse Nederländerna   | Courtenay Becker-Dey USA               |
| 470         | Spanien Begona Via Dufresne Theresa Zabell | Japan Yumiko Shige Alicia Kinoshita | Ukraina Olena Pakholchik Ruslana Taran |

### Mixed
| Gren    | Guld                                              | Silver                                                 | Brons                                     |
| Laser   | Robert Scheidt Brasilien                          | Ben Ainslie Storbritannien                             | Peer Moberg Norge                         |
| Soling  | Tyskland Thomas Flach Bernd Jäkel Jochen Schümann | Ryssland Georgij Sjajduko Igor Skalin Dmitrij Sjabanov | USA Jim Barton Jeff Madrigali Kent Massey |
| Starbåt | Brasilien Torben Grael Marcelo Ferreira           | Sverige Hans Wallén Bobby Lohse                        | Australien Colin Beashel David Giles      |
| Tornado | Spanien José Luis Ballester Fernando Leon         | Australien Mitch Booth Andrew Landenberger             | Brasilien Lars Grael Henrique Pellicano   |

## Simning

### Herrar
| Gren            | Guld | Guld     | Silver | Silver   | Brons | Brons    |
| 50 m frisim     | Aleksandr Popov (RUS)                                                                                        | 22.13    | Gary Hall, Jr. (USA) | 22.26    | Fernando Scherer (BRA)                                                                                     | 22.29    |
| 100 m frisim    | Aleksandr Popov (RUS)                                                                                        | 48.74    | Gary Hall, Jr. (USA) | 48.81    | Gustavo Borges (BRA)                                                                                       | 49.02    |
| 200 m frisim    | Danyon Loader (NZL)                                                                                          | 1:47.63  | Gustavo Borges (BRA) | 1:48.08  | Daniel Kowalski (AUS)                                                                                      | 1:48.25  |
| 400 m frisim    | Danyon Loader (NZL)                                                                                          | 3:47.97  | Paul Palmer (GBR) | 3:49.00  | Daniel Kowalski (AUS)                                                                                      | 3:49.39  |
| 1 500 m frisim  | Kieren Perkins (AUS)                                                                                         | 14:56.40 | Daniel Kowalski (AUS) | 15:02.43 | Graeme Smith (GBR)                                                                                         | 15:02.48 |
| 100 m ryggsim   | Jeff Rouse (USA)                                                                                             | 54.10    | Rodolfo Falcón (CUB) | 54.98    | Neisser Bent (CUB)                                                                                         | 55.02    |
| 200 m ryggsim   | Brad Bridgewater (USA)                                                                                       | 1:58.54  | Tripp Schwenk (USA) | 1:58.99  | Emanuele Merisi (ITA)                                                                                      | 1:59.18  |
| 100 m bröstsim  | Fred Deburghgraeve (BEL)                                                                                     | 1:00.65  | Jeremy Linn (USA) | 1:00.77  | Mark Warnecke (GER)                                                                                        | 1:01.33  |
| 200 m bröstsim  | Norbert Rózsa (HUN)                                                                                          | 2:12.57  | Károly Güttler (HUN) | 2:13.03  | Andrey Korneyev (RUS)                                                                                      | 2:13.17  |
| 100 m fjärilsim | Denis Pankratov (RUS)                                                                                        | 52.27    | Scott Miller (AUS) | 52.53    | Vladislav Kulikov (RUS)                                                                                    | 53.13    |
| 200 m fjärilsim | Denis Pankratov (RUS)                                                                                        | 1:56.51  | Tom Malchow (USA) | 1:57.44  | Scott Goodman (AUS)                                                                                        | 1:57.48  |
| 200 m medley    | Attila Czene (HUN)                                                                                           | 1:59.91  | Jani Sievinen (FIN) | 2:00.13  | Curtis Myden (CAN)                                                                                         | 2:01.13  |
| 400 m medley    | Tom Dolan (USA)                                                                                              | 4:14.90  | Eric Namesnik (USA) | 4:15.25  | Curtis Myden (CAN)                                                                                         | 4:16.28  |
| 4x100 m frisim  | USA Jon Olsen Josh Davis Bradley Schumacher Gary Hall, Jr. David Fox* Scott Tucker*                          | 3:15.41  | Ryssland Roman Yegorov Alexander Popov Vladimir Predkin Vladimir Pyshnenko Denis Pimankov*                                     | 3:17.06  | Tyskland Christian Tröger Bengt Zikarsky Björn Zikarsky Mark Pinger Alexander Luderitz*                    | 3:17.20  |
| 4x200 m frisim  | USA Josh Davis Joe Hudepohl Bradley Schumacher Ryan Berube Jon Olsen*                                        | 7:14.84  | Sverige Christer Wallin Anders Holmertz Lars Frölander Anders Lyrbring                                                         | 7:17.56  | Tyskland Aimo Heilmann Christian Keller Christian Tröger Steffen Zesner Konstantin Dubrovin* Oliver Lampe* | 7:17.71  |
| 4x100 m medley  | USA Jeff Rouse Jeremy Linn Mark Henderson Gary Hall, Jr. Josh Davis* Kurt Grote* John Hargis* Tripp Schwenk* | 3:34.84  | Ryssland Vladimir Selkov Stanislav Lopukhov Denis Pankratov Alexander Popov Roman Ivanovsky* Vladislav Kulikov* Roman Yegorov* | 3:37.55  | Australien Steven Dewick Phil Rogers Scott Miller Michael Klim Toby Haenen*                                | 3:39.56  |

* Simmare som bara deltog i försöksheat, men fick även medalj.

### Damer
| Gren            | Guld | Guld    | Silver                                                                                                | Silver  | Brons                                                                                        | Brons   |
| 50 m frisim     | Amy Van Dyken (USA) | 24.87   | Le Jingyi (CHN)                                                                                       | 24.90   | Sandra Völker (GER)                                                                          | 25.14   |
| 100 m frisim    | Le Jingyi (CHN) | 54.50   | Sandra Völker (GER)                                                                                   | 54.88   | Angel Martino (USA)                                                                          | 54.93   |
| 200 m frisim    | Claudia Poll (CRC) | 1:58.16 | Franziska van Almsick (GER)                                                                           | 1:58.57 | Dagmar Hase (GER)                                                                            | 1:59.56 |
| 400 m frisim    | Michelle Smith (IRL) | 4:07.25 | Dagmar Hase (GER)                                                                                     | 4:08.30 | Kirsten Vlieghuis (NED)                                                                      | 4:08.70 |
| 800 m frisim    | Brooke Bennett (USA) | 8:27.89 | Dagmar Hase (GER)                                                                                     | 8:29.91 | Kirsten Vlieghuis (NED)                                                                      | 8:30.84 |
| 100 m ryggsim   | Beth Botsford (USA) | 1:01.19 | Whitney Hedgepeth (USA)                                                                               | 1:01.47 | Marianne Kriel (RSA)                                                                         | 1:02.12 |
| 200 m ryggsim   | Krisztina Egerszegi (HUN) | 2:07.83 | Whitney Hedgepeth (USA)                                                                               | 2:11.98 | Cathleen Rund (GER)                                                                          | 2:12.06 |
| 100 m bröstsim  | Penelope Heyns (RSA) | 1:07.73 | Amanda Beard (USA)                                                                                    | 1:08.09 | Samantha Riley (AUS)                                                                         | 1:09.18 |
| 200 m bröstsim  | Penelope Heyns (RSA) | 2:25.41 | Amanda Beard (USA)                                                                                    | 2:25.75 | Ágnes Kovács (HUN)                                                                           | 2:26.57 |
| 100 m fjärilsim | Amy Van Dyken (USA) | 59.13   | Liu Limin (CHN)                                                                                       | 59.14   | Angel Martino (USA)                                                                          | 59.23   |
| 200 m fjärilsim | Susie O'Neill (AUS) | 2:07.76 | Petria Thomas (AUS)                                                                                   | 2:09.82 | Michelle Smith (IRL)                                                                         | 2:09.91 |
| 200 m medley    | Michelle Smith (IRL) | 2:13.93 | Marianne Limpert (CAN)                                                                                | 2:14.35 | Lin Li (CHN)                                                                                 | 2:14.74 |
| 400 m medley    | Michelle Smith (IRL) | 4:39.18 | Allison Wagner (USA)                                                                                  | 4:42.03 | Krisztina Egerszegi (HUN)                                                                    | 4:42.53 |
| 4x100 m frissim | USA Angel Martino Amy Van Dyken Catherine Fox Jenny Thompson Lisa Jacob* Melanie Valerio*                                     | 3:39.29 | Kina Le Jingyi Na Chao Yun Nian Shan Ying                                                             | 3:40.48 | Tyskland Sandra Völker Simone Osygus Antje Buschschulte Franziska van Almsick Meike Freitag* | 3:41.48 |
| 4x200 m frissim | USA Trina Jackson Cristina Teuscher Sheila Taormina Jenny Thompson Lisa Jacob* Annette Salmeen* Ashley Whitney*               | 7:59.87 | Tyskland Franziska van Almsick Kerstin Kielgass Anke Scholz Dagmar Hase Meike Freitag* Simone Osygus* | 8:01.55 | Australien Julia Greville Nicole Stevenson Emma Johnson Susie O'Neill Lise Mackie*           | 8:05.47 |
| 4x100 m medley  | USA Beth Botsford Amanda Beard Angel Martino Amy Van Dyken Catherine Fox* Whitney Hedgepeth* Kristine Quance* Jenny Thompson* | 4:02.88 | Australien Nicole Stevenson Samantha Riley Susie O'Neill Sarah Ryan Helen Denman* Angela Kennedy*     | 4:05.08 | Kina Chen Yan Han Xue Cai Huijue Shan Ying                                                   | 4:07.34 |

* Simmare som bara deltog i försöksheat, men fick även medalj.

## Skytte

### Herrar
| Gren                            | Guld                       | Silver                    | Brons                         |
| Fripistol, 50 m, tre positioner | Jean-Pierre Amat Frankrike | Sergey Belyayev Kazakstan | Wolfram Waibel Österrike      |
| Fripistol, 50 m                 | Christian Klees Tyskland   | Sergey Belyayev Kazakstan | Jozef Gönci Slovakien         |
| Luftgevär, 10 m                 | Artem Khadjibekov Ryssland | Wolfram Waibel Österrike  | Jean-Pierre Amat Frankrike    |
| 50 meter pistol                 | Boris Kokorev Ryssland     | Igor Basinski Belarus     | Roberto Di Donna Italien      |
| Snabbpistol, 25 m               | Ralf Schumann Tyskland     | Emil Milev Bulgarien      | Vladimir Vokhmyanin Kazakstan |
| Luftpistol, 10 m                | Roberto Di Donna Italien   | Wang Yifu Kina            | Tanyu Kiryakov Bulgarien      |
| Trap                            | Michael Diamond Australien | Josh Lakatos USA          | Lance Bade USA                |
| Dubbeltrap                      | Russell Mark Australien    | Albano Pera Italien       | Zhang Bing Kina               |
| Skeet                           | Ennio Falco Italien        | Mirosław Rzepkowski Polen | Andrea Benelli Italien        |
| Löpande mål, 10 m               | Yang Ling Kina             | Xiao Jun Kina             | Miroslav Januš Tjeckien       |

### Damer
| Gren                            | Guld                                   | Silver                     | Brons                         |
| Fripistol, 50 m, tre positioner | Aleksandra Ivošev FR Jugoslavien (YUG) | Irina Gerasimenok Ryssland | Renata Mauer Polen            |
| Luftgevär, 10 m                 | Renata Mauer Polen                     | Petra Horneber Tyskland    | Aleksandra Ivošev Jugoslavien |
| Pistol, 25m                     | Li Duihong Kina                        | Diana Iorgova Bulgarien    | Marina Logvinenko Ryssland    |
| Luftpistol, 10 m                | Olga Klochneva Ryssland                | Marina Logvinenko Ryssland | Maria Grozdeva Bulgarien      |
| Dubbeltrap                      | Kim Rhode USA                          | Susanne Kiermayer Tyskland | Deserie Huddleston Australien |

## Softboll
| Guld | Silver | Brons |
| USALaura Berg Gillian Boxx Sheila Cornell Lisa Fernandez Michele Granger Lori Harrigan Dionna Harris Kim Maher Leah O'Brien Dot Richardson Julie Smith Michele Mary Smith Shelly Stokes Danielle Tyler Christa Lee Williams | KinaAn Zhongxin Chen Hong He Liping Lei Li Liu Xuqing Liu Yaju Ma Ying Ou Jingbai Tao Hua Wang Lihong Wang Ying Wei Qiang Xu Jian Yan Fang Zhang Chunfang | AustralienJoanne Brown Kim Cooper Carolyn Crudgington Kerry Dienelt Peta Edebone Tanya Harding Jennifer Holliday Joyce Lester Sally McDermid Francine McRae Haylea Petrie Nicole Richardson Melanie Roche Natalie Ward Brooke Wilkins |

## Tennis

### Herrar
| Gren   | Guld                                      | Silver                               | Brons                                       |
| Singel | Andre Agassi USA                          | Sergi Bruguera Spanien               | Leander Paes Indien                         |
| Dubbel | Todd Woodbridge Mark Woodforde Australien | Neil Broad Tim Henman Storbritannien | Marc-Kevin Goellner David Prinosil Tyskland |

### Damer
| Gren   | Guld                                  | Silver                              | Brons                                             |
| Singel | Lindsay Davenport USA                 | Arantxa Sánchez Vicario Spanien     | Jana Novotná Tjeckien                             |
| Dubbel | Gigi Fernández Mary Joe Fernández USA | Jana Novotná Helena Suková Tjeckien | Conchita Martínez Arantxa Sánchez Vicario Spanien |

## Tyngdlyftning

### Herrar
| Gren    | Guld                        | Silver                     | Brons                      |
| 56 kg   | Halil Mutlu Turkiet         | Zhang Xiangsen Kina        | Sevdalin Minchev Bulgarien |
| 59 kg   | Tang Lingsheng Kina         | Leonidas Sampanis Grekland | Nikolay Pechalov Bulgarien |
| 64 kg   | Naim Süleymanoğlu Turkiet   | Valerios Leonidis Grekland | Xiao Jiangang Kina         |
| 70 kg   | Zhan Xugang Kina            | Kim Myong-Nam Nordkorea    | Attila Feri Ungern         |
| 76 kg   | Pablo Lara Rodriguez Kuba   | Yoto Yotov Bulgarien       | Jon Chol-Ho Nordkorea      |
| 83 kg   | Pyrros Dimas Grekland       | Marc Huster Tyskland       | Andrzej Cofalik Polen      |
| 91 kg   | Aleksei Petrov Ryssland     | Leonidas Kokas Grekland    | Oliver Caruso Tyskland     |
| 99 kg   | Kakhi Kakhiashvili Grekland | Anatoli Khrapaty Kazakstan | Denys Gotfrid Ukraina      |
| 108 kg  | Timour Taimazov Ukraina     | Serguei Syrtsov Ryssland   | Nicu Vlad Rumänien         |
| +108 kg | Andrei Chemerkin Ryssland   | Ronny Weller Tyskland      | Stefan Botev Australien    |

## Volleyboll
| Gren   | Guld | Silver | Brons |
| Herrar | Nederländerna Peter Blangé Bas van de Goor Mike van de Goor Rob Grabert Henk-Jan Held Guido Görtzen Misha Latuhihin Olof van der Meulen Jan Posthuma Brecht Rodenburg Richard Schuil Ron Zwerver | Italien Andrea Sartoretti Paolo Tofoli Andrea Zorzi Pasquale Gravina Marco Meoni Samuele Papi Luca Cantagalli Andrea Gardini Andrea Giani Lorenzo Bernardi Vigor Bovolenta Marco Bracci | Jugoslavien Đula Mešter Vladimir Batez Goran Vujević Andrija Gerić Đorđe Đurić Dejan Brdović Žarko Petrović Slobodan Kovač Vladimir Grbić Nikola Grbić Željko Tanasković Rajko Jokanović               |
| Damer  | Kuba Marlenis Costa Blanco Regla Bell Magaly Carvajal Marlenis Costa Ana Fernandez Mirka Francia Idalmis Gato Lilia Izquierdo Mireya Luis Raiza O'Farrill Yumilka Ruiz Regla Torres              | Kina Lai Yawen Cui Yongmei Pan Wenli Ziling Wang Sun Yue Li Yan He Qi Liu Xiaoning Wu Yongmei Yunying Zhu Lina Wang Yi Wang                                                             | Brasilien Ana Ida Alvares Leila Barros Ericleia Bodziak Hilma Caldeira Ana Paula Connelly Marcia Fu Cunha Virna Dias Ana Moser Ana Flavia Sanglard Helia Fofao Souza Sandra Suruagy Fernanda Venturini |